# Evergestis petasalis
Evergestis petasalis là một loài bướm đêm trong họ Crambidae.